# Vampiratas
Vampiratas es una serie de novelas de aventura, creada por el autor británico Justin Somper. Consta de seis libros publicados: Demonios del océano, Una ola de terror, Emboscada en el océano, Sangre de capitán, Corazón negro, Imperio de la noche y "Guerra Inmortal" (publicado recientemente).
Tanto en el Reino Unido como en España saldrá un especial, Crossing Stories, que será protagonizado por Grace, en el cual ella tendrá diversas conversaciones con los vampiratas.

## Sinopsis
1º libro:
El padre de Grace y Connor Tempest muere, y como a estos ya no les queda nada por lo que luchar, ya que no saben nada acerca de su madre, deciden hurtar el pequeño barco que pertenecía a su padre -pero que ahora pertenecía al banco por las deudas del difunto- para lanzarse a una aventura en el mar. Para sorpresa de ellos, en medio del mar les pillará una tormenta, y los dos hermanos se separan. Grace se irá a un raro barco en el que viven unos seres extraños (los Vampiratas) y Connor a un barco pirata. Grace se instala en el barco y se hace amiga de Lorcan Furey quien la salva de ahogarse. Confundida, Grace no sabe si es prisionera o huésped de los vampiratas. En el barco, conoce a una chica llamada Darcy Pecios, el mascarón de proa durante el día, pero revive en la noche como una vampirata.
Connor, en cambio que fue rescatado por Cheng Li una tripulante pirata del Diablo un barco muy famoso timoneado por Molucco Wrathe. Allí conoce a Sable Cate Morgan quien le da lecciones de esgrima, Bart Pearce, su nuevo compañero y a Jez Stukely.
Mientras tanto a Grace se le da la libertad de conocer más el barco de los Vampiratas donde se entera de que cada semana hay un festín semanal, donde los vampiratas toman sangre de su donante que es su suministro de sangre humano. Pero luego de que Sidorio, teniente del barco, intentara tomar su sangre, el capitán lo hecha del barco.
Mientras Connor se está transformando en un gran pirata pero sigue con el pesar de que vio como Grace fue rescatada por los Vampiratas, y decide buscarla. El diablo realiza un ataque al barco de los vampiratas, en donde solo participó Connor y Bart. Lorcan tratando de salvar a Grace queda ciego por el sol. Connor se lleva a Grace al Diablo y se marchan, declarando que este no es el final sino el comienzo...
2º libro:
Sidorio remonta las olas en su tabla cuando se detiene y va a una playa (de noche). El lugar estaba desierto y no había nadie, pero a lo lejos se encontraba una casa. Él se dirige a la casa iluminada, de la cual sale una mujer. Él se acerca y la mata bebiendo toda su sangre. La señora Busby, ya estaba muerta.
Connor a bordo del Diablo ya es todo un pirata junto con sus amigos Bart y Jez Stukeley. Pero Gaace decide que debería irse del barco para irse con los vampiratas. En una disputa en el Albatros, otro barco, Jez pierde la vida.
En la Taberna de Ma Kettle, Cheng Li,(que se fue del Diablo para irse a la academia de Piratas) se le aparece a Grace diciéndole que ella y Connor vayan a la escuela de Piratas. Ella acepta y junto con Connor van a la Academia.
Allí Connor se hace amigo de Jacoby y Jasmine. MIentras tanto Gace hace viajes astrales al barco de los vampiratas donde descubre que Lorcan ha quedado ciego. Ahora ella y Lorcan se dirigen al Santurio para Vampiratas.
Mientras tanto, Connor conoce al Comodoro Kuo, el director de la Academia. Pero junto con Cheng Li planean tener a Connor en la Academia para siempre.
Aunque Connor se da cuenta de ello cuando en una obra teatral con estoques de verdad, Jacoby hiere a Connor, que hace que él se vaya de la Academia. MIentras Sidorio revivió el cuerpo de Jez y lo transforma en vampirata.
Junto con otros vampiraatas, Sidorio roba en barco de Profirió Wrathe matándolo. En ese momento de destrucción el Diablo quema el barco, destruyéndolos.

## Personajes principales
Grace Tempest: Es la gemela de Connor. Es inteligente y adora las historias de los vampiros que viajan a bordo del Nocturno. Quiere averiguar los secretos que se ocultan a bordo del barco y siente algo especial por Lorcan. Después de que Connor se la llevara del Nocturno ella no para de pensar en los vampiratas y al final deja el Diablo para volver al Nocturno. Es una dampira hija de Sidorio y Sally Tempest.
Connor Tempest: Es el gemelo de Grace. Es muy hábil físicamente y se siente bien siendo pirata. No confía demasiado en los tripulantes del Nocturno y en Una ola de terror no entiende cómo su hermana se procupa tanto por ellos y no lo acepta, pero al final del libro se da cuenta de como los aprecia y la deja marchar. Es un dampiro hijo de Sidorio y Sally Tempest.
Capitán vampirata o Obsidian Darke: El capitán de los vampiratas lleva el rostro enmascarado y ayuda a los demás siempre que puede. Es el único que puede caminar a la luz del día sin resultar afectado. Oculta muchos secretos y conoció a los padres de Grace y Connor.
Lorcan Furey: Salvó a Grace de morir ahogada. Después de esto mantiene un vínculo especial con la chica. Es originario de Irlanda y, al igual que el capitán, oculta secretos. Al final de Sangre de capitán se ve que conocía a la madre de Connor y Grace.
Cheng Li: Una joven e instruida pirata asiática. Salvó a Connor de morir ahogado. Al ser su padre un famoso pirata pasó a ser la segunda a bordo al entrar en el Diablo por orden de la Federación de Piratas. En Una ola de terror se ve cómo deja el barco porque empieza a enseñar en la prestigiosa Academia de Piratas.
Molucco Wrathe: El capitán del Diablo. No obedece las leyes de la Federación de Piratas y prefiere el estilo de la vieja escuela, sin rutas marítimas. Tiene bastantes enemigos debido a su carácter, pero también tiene muchos amigos y admiradores , en imperio de la noche muere asesinado por jonnhy y la tripulación del vagabundo.
Bartholomew Bart Pearce: Amigo de Connor, le cede su cama en su llegada al barco y es su confidente. Junto con Jez formaban "Los Tres Bucaneros", en Imperio de La Noche muere asesinado por Lola Lockwood.
Sable Cate Cutlass: Segunda de a bordo desde la partida de Cheng Li. Ella sí comparte ideales con el capitán Molucco Wrathe.
Darcy Pecios: Tripulante del Nocturno, que hace la función de mascarón de proa del barco durante el día y toca la Campana del Alba para avisar a los vampiratas de que deben irse a dormir antes de que salga el sol.
Jez Stukeley: Compañero de Bart y Connor, muere en un duelo contra un tripulante del Albatros, Gidaki Sarakakino, y es revivido por Sidorio. Luego será eliminado presuntamente una vez más por los piratas, y sobreviviendo a ello se unió a Sidorio.
Sidorio: Tripulante del Nocturno expulsado por el capitán a causa de su sed desenfrenada de sangre.
Luego hará que algunos vampiros del Nocturno y otros de Santuario abandonen sus esfuerzos por controlar su sed y se unan a él. En el penúltimo libro (Corazón Negro) se revela que es el padre de Connor y Grace, debido a que hizo que la madre de los gemelos se quedara embarazada con un conjuro, se descubre entonces que los gemelos son dampiros, los cuales tienen los poderes de los vampiros pero no sus debilidades. Ambos gemelos despiertan su sed de sangre y cada vez ganan más poder debido a su condición, pero aún están desarrollándose. En Imperio de la Noche se descubre que su esposa Lola Lockwood está embarazada de mellizos o gemelos.
Lola: Capitana del Vagabundo que se casa con Sidorio y es la madrastra de Connor y Grace. Hace todo lo posible para que estos se conviertan en vampiratas totales.
Luego (Imperio de la Noche) se queda embarazada de gemelos.

## Personajes secundarios
Matilda Kettle: Propietaria de la taberna a la que suelen ir los hombres del Diablo, es una gran amiga del capitán Molucco Wrathe y en los libros parece sentir algo más que amistad por Molucco.
Barbarro Wrathe: Hermano de Molucco y Porfirio Wrathe, capitán del Tifón.
Porfirio Wrathe: Hermano menor de Molucco y Barbarro Wrathe, es asesinado por Sidorio y su tripulación.
Moonshine Wrathe: Sobrino de Molucco Wrathe. Llega al Diablo de visita y compite con Connor por la atención de su tío. Podría tener alguna relación con el fin de semana olvidado que se relata en 'Emboscada en el Océano'.
Narcisos Drakoulis: Capitán del Albatros, un barco de la Federación de Piratas. Drakoulis es un personaje existencialista y atormentado por su pasado con Molucco, y busca venganza contra él. En el transcurso de ésta, uno de sus tripulantes mata a Jez.
Mosh Zu Kamal: Gurú del Santuario de los vampiratas, aparece en Sangre de capitán donde le cura a este la extraña enfermedad que padece debido a que pierde poder, y en donde también se cura la cegera de Lorcan.
Johnny Desperado: Interno del Santuario de los vampiratas, entabla amistad con Grace durante la estancia de ella allí. Al final de Sangre de capitán se siente atraído por las propuestas de Sidorio y se une a él a su nueva y creciente tripulación.
John Kuo: Director de la Academia de Piratas. Él y Cheng Li le tienden una trampa a Connor para que se quede en la Academia.
Dexter Tempest: Es el padre de Grace y Connor Tempest. Era el que se ocupaba del faro en Crecent Moon Bay, pero murió en Demonios del Océano

## Principales escenarios de la saga
Crescent Moon Bay: Pueblo natal de Connor y Grace en donde su padre, antes de morir, era el farero. Por lo que parece en Demonios del océano, los habitantes de esta urbanización no son demasiado amigables.
El Diablo: Es uno de los barcos más conocidos en el mundo de los piratas. Su capitán es Molucco Wrathe.
El Nocturno: Es un misterioso barco de velas que parecen alas. En él habitan los vampiratas, vampiros exiliados que navegan por el mar.
La taberna de Ma Kettle: Es una famosa taberna a la que van toda clase de piratas. Los tripulantes del Diablo son unos clientes habituales.
La Academia de Piratas: Es una escuela que tiene estrecha relación con la Federación de Piratas, que instruye a personas que desean ser piratas. Enseña las nuevas normas, que respetan las vías marítimas, entre otras.
El Santuario de los vampiratas: Es un lugar donde van vampiros que no quieren vagar causando mal por la tierra o donde van los que están heridos. Principalmente, después de su estancia allí, los vampiros pasan a ser tripulación del Nocturno, aunque muchas veces no sucede así.
El Tigre: Barco de la Capitana Cheng Li, especializado en exterminar vampiratas, en el que Connor es un tripulante clave.
El Tifón: Barco de Barrbaro Wrathe, hermano de Porfirio y Molucco, aparece en Sangre de Capitán.

## Libros de la serie

### Demonios del océano
Vampiratas: Demonios del océano, (Vampirates: Demons of the ocean, 2005), publicado en España en 2006 por la editorial Montena.
| # | Título en español Título en Inglés                                | Colección en España | ISBN              | Páginas | Precio  |
| --- | ----------------------------------------------------------------- | ------------------- | ----------------- | ------- | ------- |
| 1 | Vampiratas, Demonios del Océano "Vampirates, Demons of the ocean" | SERIE INFINITA      | 978-84-8441-305-9 | 288     | 14,94 € |
| Grace y Connor son dos hermanos que tras morir su padre, deciden escaparse de Crescent Moon Bay, su pueblo natal, en un bote. En plena navegación les sorprende una tormenta que rompe el bote. Connor es rescatado por un barco de piratas, mientras que Grace lo es por un barco de piratas vampiros, los Vampiratas. |                                                                   |                     |                   |         |         |

### Una ola de terror
Vampiratas: Una ola de terror (Vampirates: Tide of terror, 2006), publicado en España en 2007 por la editorial Montena.
| # | Título en español Título en Inglés                                     | Colección en España | ISBN              | Páginas | Precio  |
| --- | ---------------------------------------------------------------------- | ------------------- | ----------------- | ------- | ------- |
| 2 | Vampiratas, Vampiratas, Una ola de terror "Vampirates, Tide of terror" | SERIE INFINITA      | 978-84-8441-365-3 | 408     | 13,94 € |
| Después de haberse encontrado de nuevo, Grace y Connor están juntos en el barco pirata Diablo. Connor ya es un pirata experimentado, contento con su vida a bordo del barco. Grace sin embargo añora estar en el barco de los vampiratas y comprende que aunque se separe de su hermano siempre estarán juntos, por lo que busca la manera de regresar al barco. Mientras, Sidorio, un vampirata enviado al exilio, busca la manera de vengarse del capitán de estos y de Grace. |                                                                        |                     |                   |         |         |

### Emboscada en el océano
Vampiratas: Emboscada en el océano (Vampirates: Dead deep, 2007) es un especial, publicado en España en 2008 por la editorial Montena.
| # | Título en español Título en Inglés                         | Colección en España | ISBN              | Páginas | Precio |
| --- | ---------------------------------------------------------- | ------------------- | ----------------- | ------- | ------ |
| * | Vampiratas, Emboscada en el océano "Vampirates, Dead Deep" | SERIE INFINITA      | 978-84-8441-480-3 | 93      | 1€     |
| Este libro narra una historia sucedida entre Demonios del océano y Una ola de terror. Connor, Bart y Jez acuden a una zona en medio del mar donde se encuentran barcos que hacen la función de bares. Allí conocen a Cali y a su tripulación. Ésta les invita a pasar un fin de semana en su barco. (Es un libro de aclaración que no sigue la historia). |                                                            |                     |                   |         |        |

### Sangre de capitán
Vampiratas: Sangre de capitán (Vampirates: Blood captain, 2007), publicado en España en 2008 por la editorial Montena.
| # | Título en español Título en Inglés                        | Colección en España | ISBN              | Páginas | Precio  |
| --- | --------------------------------------------------------- | ------------------- | ----------------- | ------- | ------- |
| 3 | Vampiratas, Sangre de capitán "Vampirates, Blood Captain" | SERIE INFINITA      | 978-84-8441-447-6 | 432     | 16,30 € |
| Si antes Connor se sentía como pez en el agua en el Diablo, o era uno de los tripulantes que más deprisa aprendían su trabajo, todo cambió ahora que lo observa un nuevo miembro. Se trata de Moonshine, el odioso y prepotente sobrino del capitán, que le hará a Connor la vida imposible, tanto que lo obligará a tomar una difícil decisión. Grace tampoco está de maravilla: sintiéndose culpable de la ceguera de Lorcan, lo acompaña a un lugar llamado Santuario, un recóndito lugar donde vive Mosh Zu Kamal, un gurú entre los vampiratas y el único capaz de curarlo. ¿Queda tiempo para el amor? Al menos así lo cree Johnny, un vampirata que se ha fijado en ella. ¿Que pasará con Lorcan? |                                                           |                     |                   |         |         |

### Corazón negro
| # | Título en español Título en Inglés                  | Colección en España | ISBN              | Páginas | Precio  |
| --- | --------------------------------------------------- | ------------------- | ----------------- | ------- | ------- |
| 4 | Vampiratas, Corazón negro "Vampirates, Black Heart" | SERIE INFINITA      | 978-84-8441-534-3 | 400     | 17,05 € |
| Por fin Connor y Grace se han reunido con su madre; es una de las almas perdidas que salió del cuerpo del capitán vampirata. Ahora quiere recuperar el tiempo perdido y decirles a sus hijos toda la verdad. |                                                     |                     |                   |         |         |

### El Imperio de la noche
Vampiratas: Imperio de la noche (Vampirates: Empire of night) publicado por MONTENA en España en 2011
| # | Título en español Título en Inglés                            | Colección en España | ISBN          | Páginas | Precio |
| --- | ------------------------------------------------------------- | ------------------- | ------------- | ------- | ------ |
| 5 | Vampiratas, Imperio de la Noche "Vampirates, Empire of night" | SERIE INFINITA      | 9788484417224 | 384     | 17.95€ |
| Sidorio alimentado por la venganza y la aflicción, tiene la intención de convertirse en el rey de los Vampiratas y construir un nuevo Imperio para traer el terror a los océanos. Él se enfrenta a una oposición cada vez mayor de la Federación Pirata. Los piratas de la Federación están obligados a elevar su juego en respuesta a la nueva amenaza de Sidorio y los Vampiratas renegados. Los gemelos Grace y Connor Tempest, rebotan todavía desde le reciente descubrimiento de su verdadera paternidad. Antiguos enemigos y aliados son lanzados juntos de formas inesperadas y, como las apuestas se elevan más alto que nunca, Grace y Connor encontraran sus alianzas de diferentes formas. |                                                               |                     |               |         |        |

### La Guerra inmortal
Vampiratas: La Guerra inmortal (Vampirates: Immortal war) publicado por MONTENA en España en 2012
| # | Título en español Título en Inglés                        | Colección en España | ISBN          | Páginas | Precio |
| --- | --------------------------------------------------------- | ------------------- | ------------- | ------- | ------ |
| 6 | Vampiratas, La Guerra Inmortal "Vampirates, Immortal War" | SERIE INFINITA      | 9788484418818 | 400     | 17.95€ |
| La guerra que pondrá fin a todas las guerras acaba de empezar. Tras siglos de refriegas y aguas turbias, los barcos de la Federación Pirata se han unido a los vampiratas del Nocturno; su objetivo: devolver la calma a los océanos venciendo a Sidorio y a su aterradora tripulación de vampiratas renegados... Después de mucho tiempo enfrentados, los gemelos Grace y Connor Tempest vuelven a luchar en el mismo bando. Ella, convertida ya en una poderosa sanadora, atenderá a los heridos de la alianza en la retaguardia. Y, él, como hombre fuerte de los piratas, liderará a los guerreros en el corazón de la batalla. Saben que unidos pueden ganar, aunque ello no les bastará para ser invencibles: una oscura profecía anuncia que uno de los dos entrará en el mundo de los muertos antes del fin de la contienda... |                                                           |                     |               |         |        |

## Curiosidades
- En Una ola de terror se hace referencia a un libro llamado El libro de los cinco floretes de un tal capitán Makahazasi. Esto es una evidente parodia de El libro de los cinco anillos, de Miyamoto Musashi.
- En ese mismo libro, se habla del barco Titania, haciendo referencia al Titanic
- Connor y Grace se apellidan Tempest (tempestad en inglés), apellido que hace referencia a la tormenta que los arrasó en el mar.
- Darcy y el Señor Naufragio en inglés se llaman Flotsam y Jetsam (anguilas en la Sirenita).
- También se hace referencia al juego Red Dead Redemption de Rockstar, pues Johnny es un guiño a John Marston siendo los dos vaqueros.